# 104 Pułk Artylerii Przeciwlotniczej

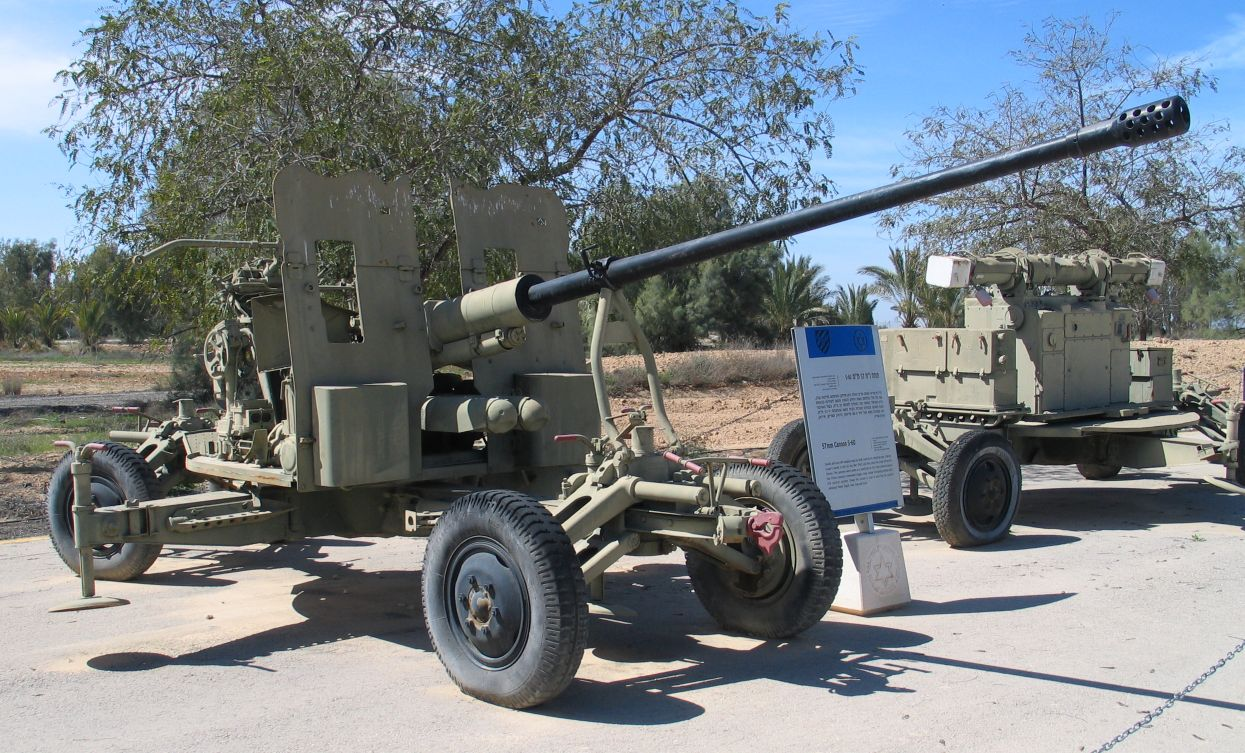
S-60 – armata pułku

104 Pułk Artylerii Przeciwlotniczej (104 paplot) – oddział artylerii przeciwlotniczej ludowego Wojska Polskiego.
W 1951 roku, w garnizonie Wałcz, w składzie 14 Dywizji Piechoty został sformowany 30 Dywizjon Artylerii Przeciwlotniczej. W 1955 roku dywizjon został przeformowany w 104 Pułk Artylerii Przeciwlotniczej.
W 1957 roku, w związku z rozformowaniem 14 DP, pułk został dyslokowany do garnizonu Stargard Szczeciński, przeformowany w 30 Dywizjon Artylerii Przeciwlotniczej i podporządkowany dowódcy 20 Warszawskiej Dywizji Pancernej.
W 1967 roku dywizjon ponownie został przeformowany w 104 Pułk Artylerii Przeciwlotniczej. W 1981 roku jednostka została rozformowana. W jej miejsce, w skład 20 DPanc, został włączony 75 Pułk Artylerii Przeciwlotniczej.

## Skład organizacyjny
Dowództwo i sztab
- bateria dowodzenia
  - pluton rozpoznawczy
  - pluton łączności
  - pluton RSWP
- 4 baterie przeciwlotnicze
  - 2 plutony ogniowe
- plutony: remontowy, zaopatrzenia, medyczny

Razem w pułku:
- 24 armaty przeciwlotnicze S-60 kalibru 57 mm
- radiolokacyjna stacja wstępnego poszukiwania RSWP „Jawor”
- radiolokacyjna stacja artyleryjska RSA-SON-9A
- 4 wozy dowodzenia WD Rekin-1
- 1 wóz dowodzenia WD Rekin-2

## Dowódcy jednostki
Dowódcy 30 daplot od 1951 i 104 paplot rozformowanego w 1983
- kpt. Włodzimierz Bójko (dowódca 30 daplot)
- kpt. Józef Wyskiel
- kpt. Wołoszczuk – dywizjon przeformowano na 104 paplot
- mjr Zdzisław Świtała
- mjr Marian Stefaniuk
- kpt. Józef Pawełko
- mjr Stanisław Pałasz
- mjr Stanisław Kalinowski
- mjr Stefan Józefowski
- ppłk Bojko[3]